# 斯科帕斯鎮區 (密蘇里州波林格縣)
斯科帕斯鎮區（英語：Scopus Township）是位於美國密蘇里州波林格縣的一個行政鎮區。

## 地方資料
斯科帕斯鎮區的面積為161.96平方千米，當中陸地面積為196.96平方千米，而水域面積為0.00平方千米。根據2020年美國人口普查的數據，當地共有人口1499人，而人口密度為每平方千米9.26人。